# Paralabidochromis victoriae
Paralabidochromis victoriae é uma espécie de peixe da família Cichlidae.
É endémica do Quénia.